# تيزرى عيسى
تيزرى عيسى قرية في منطقة القبائل بالجزائر. القرية تقع في منطقة جبلية ببلدية آيت يحيى موسى، دائرة ذراع الميزان في ولاية تيزي وزو. تيزرى عيسى قرية تاريخية، فالقرية عرفت ميلاد كريم بلقاسم أحد القادة التاريخيين في الثورة التحريرية الجزائرية وموقع اتفاقيات إيفيان بتاريخ 19 مارس 1962.

## تاريخ
القرية أيضا هي مكان ميلاد كل من القياديين في الثورة التحريرية رابح كريم ومحمد طالح، وقد أعلنت عصيانها وتم رفع السلاح فيها ضد الاستعمار الفرنسي عام 1947. حاليا تم تحويل منزل عائلة كريم إلى متحف وطني، كما عرفت العديد من المعارك في الثورة.
القرية هي أيضا مكان توقيع اتفاقية الصلح بين كونفيدرالية «إيفليسن أومليل» وكونفيدرالية «معاتقة» بالمكان المسمى «تسعطاش نزاوية» (19 زاوية) حيث تم عقد اتفاقية صلح بين الكونفيديرالتين بحضور ممثل عن 19 زاوية بمنطقة القبائل لايقياف الحرب التي وقعت بين الكونفيديرالتين والتي دامت سبع سنوات.
متحف كريم بلقاسم
متحف كريم بلقاسم هو معلم تاريخي وشاهد على مسيرة أحد أبرز قادة الثورة التحريرية الجزائرية. بُني المنزل عام 1900 باستخدام الطوب والحجر والقرميد، وأعيد ترميمه عام 2000 ليصبح متحفًا في عام 2009 بعد تصنيفه كتراث وطني. لعب المنزل دورًا محوريًا خلال الثورة التحريرية، حيث احتضن اجتماعات سرية جمعت كبار قادة جيش التحرير الوطني، كما وفر ملاذًا للمجاهدين والسكان الفارين من بطش الاحتلال الفرنسي.

## شخصيات
العائلات المقيمة بالقرية هي: كريم، طالح، صراح، صامت، لعرجاني، عادل ومزياني.
أهم الشخصيات:
- كريم بلقاسم
- محمد طالح
- رابح كريم
- أورمضان كريم
- عبد النور كريم
- هشام كريم